# Ngh
Ngh je trigraf latinky používaný výhradně ve vietnamštině, složený z písmen N, G a H. Píše se pouze před samohláskami e, ê a i. Vyslovuje se stejně jako digraf Ng – tedy jako /ŋ/ (např. jako ng v anglickém slově looking).